# Paul Carpenter
Paul Carpenter (Montréal, 8 dicembre 1921 – Londra, 12 giugno 1964) è stato un attore e cantante canadese.

## Biografia
Avviato alla professione medica, abbandonò gli studi allo scoppio della seconda guerra mondiale, diventando inviato nelle zone di guerra per la CBC canadese.
Al termine del conflitto rientrò in patria, dove praticò l'hockey su ghiaccio a livello professionistico dedicandosi contemporaneamente al canto.
Negli anni cinquanta emigrò in Gran Bretagna, dove venne assunto alla BBC Radio, debuttando successivamente come attore. Morì a Londra durante le prove di un suo spettacolo al Vaudeville Theatre.

## Filmografia

### Cinema
- Duello nella giungla (Duel in the Jungle), regia di George Marshall (1954)
- Gente di notte (Night People), regia di Nunnally Johnson (1954)
- Giovani amanti (The Young Lovers), regia di Anthony Asquith (1954)
- La sottana di ferro (The Iron Petticoat), regia di Ralph Thomas (1957)
- Le spie (Les espions), regia di Henri-Georges Clouzot (1957)
- Maigret e i gangsters (Maigret voit rouge), regia di Gilles Grangier (1963)

### Televisione
- Douglas Fairbanks, Jr., Presents – serie TV, 4 episodi (1953-1956)